# Brixlegg
Brixlegg è un comune austriaco di 2 900 abitanti nel distretto di Kufstein, in Tirolo; ha lo status di comune mercato (Marktgemeinde).